# Therea nuptialis
Therea nuptialis är en kackerlacksart som först beskrevs av Gerstaecker 1861.  Therea nuptialis ingår i släktet Therea och familjen Polyphagidae. Inga underarter finns listade i Catalogue of Life.